# USS Newport News (SSN-750)
| USS Newport News (SSN-750) | USS Newport News (SSN-750)               | USS Newport News (SSN-750)               |
| -------------------------- | ---------------------------------------- | ---------------------------------------- |
|                            |                                          |                                          |
|                            |                                          |                                          |
|                            |                                          |                                          |
| Порт приписки              | Гротон, штат Коннектикут                 | Гротон, штат Коннектикут                 |
| Спуск на воду              | 15 березня 1986 року                     | 15 березня 1986 року                     |
| Сучасний статус            | На службі                                | На службі                                |
| Проєкт                     |                                          |                                          |
| Тип ПЧ                     | «Лос-Анджелес»                           | «Лос-Анджелес»                           |
| Розробник проєкту          | Newport News Shipbuilding                | Newport News Shipbuilding                |
| Основні характеристики     |                                          |                                          |
| Швидкість (надводна)       | 20 вузлів                                | 20 вузлів                                |
| Швидкість (підводна)       | 20 вузлів                                | 20 вузлів                                |
| Робоча глибина занурення   | від 250 до 280 метрів                    | від 250 до 280 метрів                    |
| Гранична глибина занурення | 450 метрів                               | 450 метрів                               |
| Екіпаж                     | 13 офіцерів, 121 матрос                  | 13 офіцерів, 121 матрос                  |
| Розміри                    |                                          |                                          |
| Довжина найбільша (по КВЛ) | 110,3 м                                  | 110,3 м                                  |
| Ширина корпусу найб.       | 10 м                                     | 10 м                                     |
| Середня осадка (по КВЛ)    | 9,4 м                                    | 9,4 м                                    |
| Водотоннажність надводна   | надводна 6000 тонн, підводна 6927 тонн   | надводна 6000 тонн, підводна 6927 тонн   |
| Силова установка           |                                          |                                          |
| 2 турбіни                  |                                          |                                          |
| Озброєння                  |                                          |                                          |
| Торпедно- мінне озброєння  | 4 × 21 в (533 мм) торпедні апарати       | 4 × 21 в (533 мм) торпедні апарати       |
| Ракетне озброєння          | 12 ракет Томагавк вертикального запуску. | 12 ракет Томагавк вертикального запуску. |

USS Newport News (SSN-750) — Багатоцільовий атомний підводний човен, є 39-й в серії з 62 підводних човнів типу «Лос-Анджелес», побудованих для ВМС США. Отримав назву на честь міста Ньюпорт-Ньюс, штат Вірджинія, і є третім кораблем в складі ВМС США з такою назвою.
На вересень 2018 року в складі ВМС США знаходяться 35 підводних човнів даного класу.

## Будівництво
Контракт на будівництво підводного човна був підписаний з Newport News Shipbuilding в Ньюпорт-Ньюс, штат Вірджинія, 19 квітня 1982 року. Церемонія закладання кіла відбулася 3 березня 1984 року. Спущений на воду 15 березня 1986 року. Спонсором корабля стала Розмарі Д. Трібл. Введена в експлуатацію 3 червня 1989 року. Порт приписки Норфолк.

## Служба

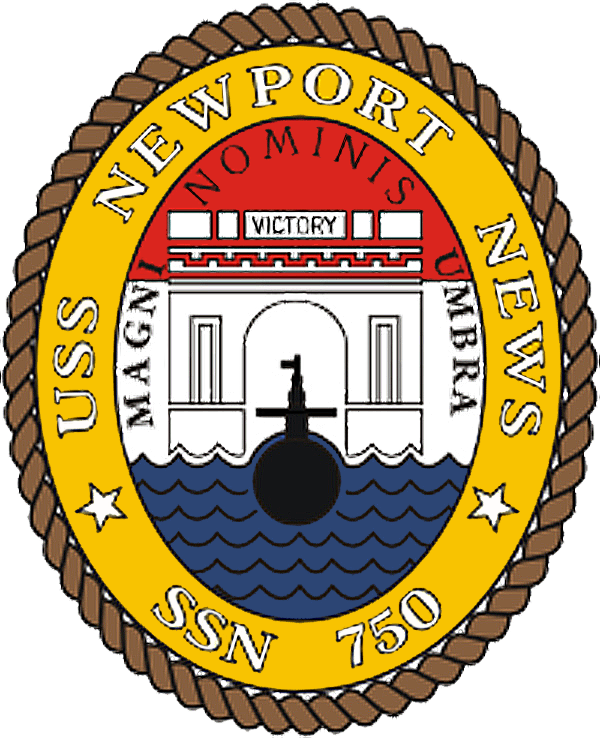
Емблема човна

У 1991 році взяв участь в операції «Буря в пустелі».
3 жовтня 2002 року залишив військово-морську базу Норфолк для запланованого розгортання на підтримку операції «Нескорена свобода», з якого повернулася 23 квітня 2003 року.
15 лютого 2005 року повернувся в порт приписки Норфолк після шестимісячного розгортання в зоні відповідальності 5-го і 6-го флоту США.
3 жовтня 2006 року покинула порт приписки для запланованого розгортання в складі ударної групи авіаносця USS «Dwight D. Eisenhower» (CVN 69).
8 січня 2007 року зіткнулася з японським танкером «Mogamigawa». Інцидент стався близько 22:15 за місцевим часом в Аравійському морі. В результаті зіткнення ніхто не постраждав. 24 квітня повернувся в порт приписки.
15 жовтня 2009 року повернувся в порт приписки після шестимісячного розгортання.
21 лютого 2011 року покинув порт приписки Норфолк для запланованого розгортання в зоні відповідальності 6-го флоту США, з якого повернулася 15 вересня. У грудні прибув у Портсмут для проведення 23-місячного капітального ремонту.
29 серпня 2013 року покинув сухий док і пришвартувався до причалу верфі Норфолк для продовження ремонтних робіт. 29 травня 2014 року було завершено ремонт підводного човна.
24 грудня 2015 року покинув порт приписки Норфолк для запланованого розгортання в зонах відповідальності 5-го і 6-го флоту США, з якого повернувся 10 червня 2016 року.
8 березня 2018 року покинув порт приписки Норфолк для запланованого розгортання в Північній Атлантиці. 3 квітня прибула в Берген, Норвегія. 17 квітня прибув на військово-морську базу Клайд, Шотландія, для участі в міжнародному навчанні «Joint Warrior 18-1». 15 червня прибув з шестиденним візитом в Клайд. З 27 липня по 3 серпня знову перебував на військово-морській базі Клайд. 30 серпня прибув із запланованим візитом на військово-морську базу Гібралтар. 13 жовтня повернувся в порт приписки після семимісячного розгортання.
19 грудня 2019 року покинув порт приписки Норфолк для запланованого розгортання на Близькому Сході. 31 січня 2020 року зробив коротку зупинку в порту Джибуті. З 15 по 17 червня підводний човен взяв участь у навчаннях з протичовнової війни (ASW) разом з «Дуайт Ейзенхауер», які проходили в Аравійському морі. 18 липня повернувся в порт приписки після семимісячного розгортання.